# PlayStation Magazine
PlayStation Magazine (PSM) è una rivista di videogiochi indipendente per le piattaforme PlayStation, pubblicata in Italia dal 1998 fino al 2017 e nuovamente dal 2023 al 2025. Nacque come versione italiana di una rivista omonima fondata negli Stati Uniti nel 1997.

## Storia
La PSM statunitense era di proprietà della casa editrice Imagine, in seguito accorpata a Future Network.
Nel 1998, Play Press Publishing acquista i diritti della pubblicazione italiana per tre anni. Scaduti i tre anni, a partire dal numero 38 (maggio 2001) viene pubblicata dalla succursale italiana di Future, Future Media Italy, con una redazione completamente nuova. (Allo stesso tempo la Play Press inizia la pubblicazione di un'altra rivista, PS Mania 2.0, alla quale lavora la redazione originale di PSM). In seguito, Future Network vende la sua succursale italiana a Sprea dando vita a Sprea Media Italy, che continua a pubblicare PSM.
Dopo il numero 187 (dicembre 2012) la numerazione della rivista ricomincia da capo: nel gennaio 2013 viene presentato un "nuovo" numero 1. Il numero 29 di questo ciclo (agosto 2015) segna il passaggio di PSM alla bimestralità che durerà fino al numero 37 (dicembre 2016-gennaio 2017).
In seguito, la rivista cambia denominazione in PSM Gamer e ricomincia nuovamente la numerazione da capo con il numero 1 (maggio 2017) e una redazione completamente rinnovata, ritornando a cadenza mensile e cambiando prezzo di vendita e formato (passando dalla brossura alla spillatura) per poi interrompere definitivamente la pubblicazione dopo tre numeri.
Nell'ottobre del 2023 la rivista torna in edicola come bimestrale edito ancora una volta da Sprea e con realizzazione editoriale a cura di Lunasia Edizioni. Questa nuova versione di PSM torna al formato brossura, riparte dal numero 1 e si avvale del contributo di gran parte della redazione originale, che aveva curato la realizzazione della rivista fino ad aprile 2001. Questo nuovo ciclo di pubblicazioni è terminato dopo il decimo numero, pubblicato ad aprile 2025.

## Numeri
|      | Gen | Feb | Mar | Apr | Mag | Giu | Lug | Ago | Set | Ott | Nov | Dic | Natale |
| 1998 | -   | -   | -   | 1   | 2   | 3   | 4   | 5   | 6   | 7   | 8   | 9   | -      |
| 1999 | 10  | 11  | 12  | 13  | 14  | 15  | 16  | 17  | 18  | 19  | 20  | 21  | -      |
| 2000 | 22  | 23  | 24  | 25  | 26  | 27  | 28  | 29  | 30  | 31  | 32  | 33  | -      |
| 2001 | 34  | 35  | 36  | 37  | 38  | 39  | 40  | 41  | 42  | 43  | 44  | 45  | 46     |
| 2002 | 47  | 48  | 49  | 50  | 51  | 52  | 53  | 54  | 55  | 56  | 57  | 58  | 59     |
| 2003 | 60  | 61  | 62  | 63  | 64  | 65  | 66  | 67  | 68  | 69  | 70  | 71  | 72     |
| 2004 | 73  | 74  | 75  | 76  | 77  | 78  | 79  | 80  | 81  | 82  | 83  | 84  | 85     |
| 2005 | 86  | 87  | 88  | 89  | 90  | 91  | 92  | 93  | 94  | 95  | 96  | 97  | 98     |
| 2006 | 99  | 100 | 101 | 102 | 103 | 104 | 105 | 106 | 107 | 108 | 109 | 110 | 111    |
| 2007 | 112 | 113 | 114 | 115 | 116 | 117 | 118 | 119 | 120 | 121 | 122 | 123 | 124    |
| 2008 | 125 | 126 | 127 | 128 | 129 | 130 | 131 | 132 | 133 | 134 | 135 | 136 | 137    |
| 2009 | 138 | 139 | 140 | 141 | 142 | 143 | 144 | 145 | 146 | 147 | 148 | 149 | 150    |
| 2010 | 151 | 152 | 153 | 154 | 155 | 156 | 157 | 158 | 159 | 160 | 161 | 162 | 163    |
| 2011 | 164 | 165 | 166 | 167 | 168 | 169 | 170 | 171 | 172 | 173 | 174 | 175 | -      |
| 2012 | 176 | 177 | 178 | 179 | 180 | 181 | 182 | 183 | 184 | 185 | 186 | 187 | -      |
| 2013 | 1   | 2   | 3   | 4   | 5   | 6   | 7   | 8   | 9   | 10  | 11  | 12  | -      |
| 2014 | 13  | 14  | 15  | 16  | 17  | 17  | 18  | 19  | 20  | 21  | 22  | 23  | -      |
| 2015 | 24  | -   | 25  | 26  | 27  | 28  | 28  | 29  | 29  | 30  | 30  | 31  | -      |
| 2016 | -   | 32  | 32  | 33  | 33  | 34  | 34  | 35  | 35  | 36  | 36  | 37  | -      |
| 2017 | -   | -   | -   | -   | 1   | 2   | 3   | -   | -   | -   | -   | -   | -      |
| 2023 | -   | -   | -   | -   | -   | -   | -   | -   | -   | -   | 1   | 1   | -      |
| 2024 | 2   | 2   | 3   | 3   | 4   | 4   | 5   | 5   | 6   | 6   | 7   | 7   | -      |
| 2025 | 8   | 8   | 9   | 9   | 10  | 10  | -   | -   | -   | -   | -   | -   | -      |

## Numerazione dei DVD
(Numerazione uguale al numero della rivista, da Dicembre 2008)
|      | Gen | Feb | Mar | Apr | Mag | Giu | Lug | Ago | Set | Ott | Nov | Dic | Natale |
| 1998 | -   | -   | -   | -   | -   | -   | -   | -   | -   | -   | -   | -   | -      |
| 1999 | -   | -   | -   | -   | -   | -   | -   | -   | -   | -   | -   | -   | -      |
| 2000 | -   | -   | -   | -   | -   | -   | -   | -   | -   | -   | -   | -   | -      |
| 2001 | -   | -   | -   | -   | -   | -   | -   | -   | -   | -   | -   | -   | -      |
| 2002 | -   | -   | -   | -   | -   | -   | -   | -   | -   | -   | -   | -   | -      |
| 2003 | -   | -   | -   | -   | -   | -   | -   | -   | -   | -   | -   | -   | -      |
| 2004 | -   | -   | -   | -   | -   | 1   | 2   | 3   | 4   | 5   | 6   | 7   | 8      |
| 2005 | 9   | 10  | 11  | 12  | 13  | 14  | 15  | 16  | 17  | 18  | 19  | 20  | 21     |
| 2006 | 22  | 23  | 24  | 25  | 26  | 27  | 28  | 29  | 30  | 31  | 32  | 33  | 34     |
| 2007 | 35  | 36  | 37  | 38  | 39  | 40  | 41  | 42  | 43  | 44  | 45  | 46  | 47     |
| 2008 | 48  | 49  | 50  | 51  | 52  | 53  | 54  | 55  | 56  | 57  | 58  | 136 | 137    |
| 2009 | 138 | 139 | 140 | 141 | 142 | 143 | 144 | 145 | 146 | 147 | 148 | 149 | 150    |
| 2010 | 151 | 152 | 153 | 154 | 155 | 156 | 157 | 158 | 159 | 160 | 161 | 162 | 163    |
| 2011 | 164 | 165 | 166 | 167 | 168 | 169 | 170 | 171 | 172 | 173 | 174 | 175 | -      |
| 2012 | 176 | 177 | 178 | 179 | 180 | 181 | 182 | -   | -   | -   | -   | -   | -      |
| 2013 | -   | -   | -   | -   | -   | -   | -   | -   | -   | -   | -   | -   | -      |
| 2014 | -   | -   | -   | -   | -   | -   | -   | -   | -   | -   | -   | -   | -      |
| 2015 | -   | -   | -   | -   | -   | -   | -   | -   | -   | -   | -   | -   | -      |
| 2016 | -   | -   | -   | -   | -   | -   | -   | -   | -   | -   | -   | -   | -      |
| 2017 | -   | -   | -   | -   | -   | -   | -   | -   | -   | -   | -   | -   | -      |
| 2023 | -   | -   | -   | -   | -   | -   | -   | -   | -   | -   | -   | -   | -      |
| 2024 | -   | -   | -   | -   | -   | -   | -   | -   | -   | -   | -   | -   | -      |

## Sezioni della rivista
Nella prima fase di pubblicazione della rivista (numeri 1-187) PSM è stata contraddistinta dalle seguenti rubriche:
- PSM Team: la prima sezione della rivista, contenente l'elenco dei redattori di PSM;
- Editoriale: breve commento sul numero scritto dal caporedattore;
- PSMonitor: una sezione con tutte le novità e "voci di corridoio" su videogiochi in sviluppo, case produttrici e sviluppatori di videogiochi, nuove console in arrivo e informazioni sulle attività della Sony;
- Japan Press: rubrica contenente novità su videogiochi nipponici e merchandising di Akihabara;
- Checkpoint: sezione contenente un elenco dei migliori videogiochi recensiti in passato dalla rivista, divisi per console e genere;
- Recensioni: ogni videogioco è analizzato e giudicato da un redattore; il voto tiene conto di grafica, sonoro, controllo, tecnica e longevità di ciascun titolo analizzato per poi dare un giudizio finale (da un minimo di 1 a un massimo di 10);
- In anteprima: news dettagliate su console o videogiochi di prossima uscita;
- PSMail: rubrica che ospita mail, lettere e artworks inviati dai lettori con risposte e commenti da parte della redazione;
- PSM Clinica: sezione dedicata alla risoluzione di possibili problemi tecnici delle console;
- PSM Reset: pagina conclusiva della rivista con anticipazioni sul prossimo numero in uscita o presentazioni di collezioni di videogiochi dei lettori.

Nella seconda fase (dal "nuovo" numero 1 al 37) PSM ha mantenuto alcune delle sue sezioni caratteristiche (in particolare Editoriale, Recensioni, Checkpoint e PSMail), aggiungendo altre rubriche caratteristiche della rivista:
- Vento d'Oriente: ha sostituito Japan Press;
- L'Erba del Vicino: sezione dedicata alle novità più interessanti delle piattaforme da gioco non appartenenti al mondo PlayStation;
- Wunderkammer: angolo del collezionismo videoludico.

Dal numero 25 del 'secondo corso' (marzo 2015) viene reintrodotta la rubrica PSMail..
Dal numero 34 al numero 37 le copertine tornano a essere costituite da illustrazioni originali.
La nuova edizione della rivista (novembre/dicembre 2023) ripropone alcune sezioni storiche in una nuova versione, affiancandole a rubriche inedite:
- Start: Breve editoriale iniziale a cura del PSM Team;
- PSM Team: la sezione della rivista contenente l'elenco dei redattori di PSM e degli eventuali ospiti speciali;
- Monitor Now: sezione dedicata a novità, curiosità e anteprime dal mondo dei videogiochi;
- Made in Japan: rubrica dedicata alle produzioni giapponesi del passato;
- Dossier: approfondimenti sulle saghe storiche;
- Il Gioco del Mese: anteprima dedicata a un titolo di prossima pubblicazione, con particolare attenzione a giochi non ancora portati all'attenzione del grande pubblico;
- Non Dimentichiamoli: rubrica dedicata a titoli dimenticati del passato;
- Dietro le Quinte: approfondimento sulla storia dello sviluppo dei titoli storici pubblicati su Playstation;
- Perle Nascoste: rubrica concentrata sulla riscoperta di giochi del passato di scarso successo ma particolarmente validi;
- Casi strani: rubrica dedicata a titoli piuttosto particolari, finiti al centro di polemiche e battaglie legali;
- Giochi Flop: sezione dedicata al gameplay dei titoli più brutti di sempre mai pubblicati su Playstation;
- Granpa Gamer: rubrica di approfondimento che tratta titoli pubblicati nell'era precedente al lancio della prima Playstation;
- Arcade: spazio dedicato ai cabinati arcade che hanno popolato le sale giochi del passato.

## Sezioni del DVD
Per alcuni anni PSM è uscita in duplice veste, ossia in versione comprensiva di DVD o senza DVD.
Il DVD comprendeva:
- Flash: Sequenza di video di presentazione dei contenuti del disco;
- Anteprime: Video e trailer di videogiochi in versione non ancora definitiva;
- Nations: Video di videogiochi usciti in Giappone;
- Recensioni: Video di commento ai videogiochi appena usciti;
- Lato B: nell'ultimo periodo di uscita del DVD sono stati inseriti anche video e immagini in alta definizione, oltre che aggiornamenti PS3/PSP.

## Caratteristiche
PSM è stata caratterizzata dall'impiego di una scala da 1 a 5 (in seguito da 1 a 10) per il giudizio dei videogiochi all'interno delle recensioni. I parametri sono cambiati nel corso del tempo, venendo presi in considerazione dapprima grafica, sonoro, controllo, tecnica e longevità, per poi sostituire "tecnica" con "impatto".
La rivista ha sempre avuto un tono scanzonato e impiegato soprannomi per definire ciascun redattore. La redazione è cambiata nel corso del tempo, e prima che la rivista cambiasse nome in PSM Gamer era composta dal caporedattore Skulz (al timone della rivista dal numero 156 della vecchia serie) e dai redattori Alegalli, Magnvs, Logan, BraunLuis, Tommy, Kenshi e Amanda.
Dopo il cambio di nome, gli unici membri della vecchia redazione (Village) a restare in forza a PSM Gamer sono stati Skulz e Alegalli, mentre BraunLuis, Logan e Magnvs, che durante la loro gestione di PSM si occupavano della realizzazione della maggior parte della rivista, hanno abbandonato in favore del progetto Ludenz.
La riedizione del 2023 ha visto tornare la redazione storica al timone della rivista, con la reunion del PSM Team formato da Carlo Chericoni, Luca Carta, Diego Malara, Gabriel Galliani, John Kaminari e Giorgio Meo.